# ドルフィンウェーブ
『ドルフィンウェーブ』（DOLPHIN WAVE）は、HONEY∞PARADE GAMESより運営されている基本プレイ無料（アイテム課金制）ゲーム。2022年10月20日サービス開始。
略称は「ドルウェブ」。キャッチコピーは「キラめく海原"セカイ"が待っている」。

## 概要
2022年7月14日、HONEY∞PARADE GAMESの設立5周年記念特番にて発表、事前登録受付を開始した。同年10月20日14時よりサービス開始。
『神田川JET GIRLS』の事実上の後継作であり、舞台は南国の人工島ワダツミ。プレイヤーは「ドルフィン」と呼ばれるジェットバトルの選手たちのコーチとして、トレーニングや日々の触れ合いを通じて彼女たちとの絆を深め、共にジェットバトルの最高峰を目指す。
ゲームシステムは同社がかつて配信していた『シノビマスター 閃乱カグラ NEW LINK』（以下：『シノマス』）と同じくコマンドバトルで、キャラクターとのコミュニケーションを楽しめる「コミュ」や「ジオラマ」機能が実装されている。
2024年6月19日より繁体字中文（台湾、香港、マカオ）版がリリースされた。

## あらすじ
「UMIマシン」と呼ばれる水上マシンに操縦者である「ライダー」、射撃手である「ガンナー」のペアで乗り、エネルギー銃を撃ち合う新しいマリンスポーツ「ジェットバトル」。世界的なスポーツとなったジェットバトルは数々の企業がプロチームを作り、多種多様な大会が開かれるようになっていった。憧れの「株式会社KIRISHIMA」所属になる咲宮入華は、希望を胸に南国の人工島「ワダツミ」に降り立つ。

## 登場人物
チームは原則アタッカー機とディフェンダー機にライダーとガンナー各2名の計4名で構成されるが、浦見製鉄所とFMワダツミはアタッカー機の2名だけとなっている。また、選手以外にも、全日本UMIJET連盟（UMI Jet Association of Japan）の公認マスコットキャラクターである「フェニックス フェニ夫」が登場する。

### KIRISHIMA
プロデューサーの三浦は、電撃オンラインとのメールインタビューの中で、かつての強豪チームに新人の入華が入部したことによって変化が生じるという王道の主人公らしいチームと位置付けている。
咲宮 入華（さきみや いるか）
声 - 矢野妃菜喜
年齢 - 17歳
主人公。
都条 みちる（とじょう みちる）
声 - 市ノ瀬加那
年齢 - 18歳
陽南 杏里（はるなみ あんり）
声 - 小清水亜美
年齢 - 23歳
彩戸 詩絵（あやと うたえ）
声 - 綾瀬有
年齢 - 24歳
咲宮 小針（さきみや こはり）
声 - 稲垣好
年齢 - 15歳
入華の妹。何かと姉が世話を焼いてきた一方、姉に悪影響を与えるであろうものに対しては警戒心が強い。
2024年8月19日のアップデートでプレイアブル実装された。

### KAZAMI SEA TEC
KAZAMI SEA TECは、KIRISHIMAとライバル関係にあるチームであり、プロデューサーの三浦がメールインタビューで語ったところによると、財力で勝ち上がってきたチームという設定だけ見ると嫌味な存在に見えるが、実際は良いところもあるというギャップが持ち味だという。
相馬 颯（そうま はやて）
声 - 夏吉ゆうこ
年齢 - 17歳
風見 エレン（かざみ エレン）
声 - 長縄まりあ
年齢 - 16歳
永雪 氷織（なゆき ひおり）
声 - 名塚佳織
年齢 - 21歳
シュネー・ヴァイスベルグ（Schnee=Weissberg）
声 - 小原好美
年齢 - 16歳
長土 萌依（ながと めい）
声 - 本郷里実
年齢 - 19歳
エレンに仕えるメイドチームのメイド長。風見家のメイドは護衛も兼ねているため、萌依に限らず身体能力が高い。また、母親はエレンの母に仕えていた。
2024年8月19日のアップデートでプレイアブル実装された。

### 日向重工
日向重工は、軍事メーカーによるプロチームであり、三浦の見立てでは個性が強いメンバーがそろっているが、意外とまとまっている雰囲気もあるという。
黒瀬 見波（くろせ みなみ）
声 - 秦佐和子
年齢 - 19歳
伊澄 桐利（いずみ きり）
声 - 古賀葵
年齢 - 17歳
刃兼 乙姫（はがね おつき）
声 - 柚木涼香
年齢 - 25歳
暮無 夕離（くれなし ゆうり）
声 - 瀬戸麻沙美
年齢 - 25歳

### NereÏdes
住乃絵 紫苑（すみのえ しおん）
声 - 若山詩音
年齢 - 16歳
彼女のみ当初から着せ替え可能な髪型が2種類（ライトブラウンのセミロングと黒のショート）用意されている。
ヘリー・ルイス（Helly Lewis）
声 - 山岡ゆり
年齢 - 23歳
ヴィーナ（Veena） / 綺羅星 神奈（きらほし かんな）
声 - 大原さやか
年齢 - 不明
セレナ・ルイス（Selena Lewis）
声 - 諏訪彩花
年齢 - 18歳

### 浦見製鉄所
山葉 由芽（やまば ゆめ）
声 - 原田彩楓
年齢 - 26歳
浦見 かな（うらみ かな）
声 - 守屋亨香
年齢 - 14歳

### FMワダツミ
作中に登場するラジオ局で、バトルの実況なども担当している。メンバーのうち、 村早 麻汐と 久々利 トモは リリース当初はNPCだったが、2023年4月3日のアップデートでプレイアブル実装された。
村早 麻汐（むらはや ましお）
声 - 小市眞琴
年齢 - 19歳
ラジオの聴取率アップを目指し日向重工製のマシンを使用してジェットバトルへ参戦することになった。
久々利 トモ（くくり トモ）
声 - 白石晴香
年齢 - 17歳（自称）

### ISRW
2023年8月28日のアップデートで追加されたメインストーリー第2部より新規参入したチーム。正式名称はワダツミスポーツロボティクス研究所（Institute for Sports Robotics of Wadatsumi）で、人工知能技術とロボット工学の成果を実証するため開発したアンドロイド選手を含めた編成となっている。
アイネス（Eine-S）
声 - 貫井柚佳
アンドロイド選手。なお、誕生日として12月11日が設定されているが、本人は「製造年月日」と言っている
ナハト（N-acht）
声 - 井上ほの花
咲良・アントニー（さら アントニー）
声 - 田村睦心
年齢 - 22歳
アマデア・ウォルファ（Amadea=Wolfa）
声 - 河原木志穂
年齢 - 26歳

### GRIMO→GOETIA
2024年10月20日のアップデートで追加されたメインストーリー第3部より登場。2025年4月20日のアップデートでプレイアブル実装された。UJAJとは非公式で、ストリートで活動するジェットバトルチーム。ビーチでの暴走行為やUJAJのプロチームに対する道場破りを繰り返し行われており、特に道場破りについては連戦連勝中との事からある意味話題になっている。彼らの行いに対してKAZAMIはメイド隊を治安維持活動に対応させる程、事態を重く見ている。
紙枝 つぐみ（かみえ つぐみ）
声 - 折原くるみ
年齢 - 17歳
羽仁原 はる（はにはら はる）
声 - 直田姫奈
年齢 - 18歳
ユノ / 比良逆 憂乃（ひらさか ゆの）
声 - たかはし智秋
年齢 - 不明
玄口 むうる（くろくち むうる）
声 - 藤本侑里
年齢 - 16歳

## 開発
本作の企画は『シノビマスター 閃乱カグラ NEW LINK』（以下：『シノマス』）発売後から約1年後に発足した。同作を通じて得意不得意がわかってきたため、それらを活かしたHONEY∞PARADE GAMESらしい作品を作ろうという考えが起点となった。
キャラクターデザイナーは世界観や方向性にあっているということでたくじが起用され、3DCGモデル制作に際してもたくじの作風が再現できるよう工夫が施された。
開発当初はスマートフォン向けのレースゲームという方向性が立てられていたが、1位をめざすライダーとガンナーの活躍のバランスが保てないということで、コマンドバトルに変更された。

## 音楽
「Jumping Now!!」
橋本みゆきによる主題歌。作詞は柳麻美、作曲・編曲は浅田靖。
「あいことば」
咲宮入華（矢野妃菜喜）によるメインストーリー第1部・第2部・第3部エンディングテーマ。作詞は柳麻美、作曲・編曲は浅田靖。

## 書籍
- 『ドルフィンウェーブ 公式イラスト集 OFFICIAL VISUAL COLLECTION』ホビージャパン〈HOBBY JAPAN MOOK〉、2024年10月3日発売[25]、ISBN 978-4-7986-3633-7

## コラボレーション
ホビージャパン
スポンサーコラボ第1弾として、2023年3月22日から4月10日までゲーム内でコラボイベントが開催された。ホビージャパンコラボ第2弾は2024年8月30日から9月20日まで開催された。
ソフマップ
スポンサーコラボ第2弾として、2023年6月12日から6月30日までゲーム内でコラボイベントが開催された。
アズールレーン
コラボイベント第1弾は2023年9月1日から2023年9月13日までゲーム内で開催された。第2弾は2024年9月30日から10月15日までゲーム内で開催された。
ドン・キホーテ
スポンサーコラボ第3弾として、2023年11月15日から12月11日までゲーム内でコラボイベントが開催された。ドン・キホーテコラボ第2弾は2024年11月11日から12月2日まで開催された。
閃乱カグラ
コラボイベント第1弾は2023年12月21日から2024年1月11日までゲーム内で開催された。第2弾は2024年6月28日から7月15日までゲーム内で開催され、飛鳥と雪泉がプレイアブル実装された。
DEAD OR ALIVE Xtreme Venus Vacation
2024年1月29日から2月13日までゲーム内でコラボイベントが開催され、ほのかとマリー・ローズがプレイアブル実装された。
HIGHSPEED Étoile
2024年5月2日から5月22日までゲーム内でコラボイベントが開催された。
真・一騎当千
2024年12月19日から12月31日までゲーム内でコラボイベントが開催され、関羽と趙雲がプレイアブル実装された。
To LOVEる -とらぶる- ダークネス
2025年2月17日から3月11日までゲーム内でコラボイベントが開催され、ララ、モモ、古手川唯、金色の闇がプレイアブル実装された。
戦姫絶唱シンフォギアXV
2025年5月30日からゲーム内でコラボイベントが開催中で、立花響と雪音クリスがプレイアブル実装された。